# Hypseleotris compressa
Espèce
Synonymes
- Eleotris compressus Krefft, 1864[2]

Hypseleotris compressa est une espèce de poisson de la famille Eleotridae endémique de l'Australie et de la Papouasie-Nouvelle-Guinée. Le poisson mesure jusqu'à 12 cm de long, le mâle est plus grand que la femelle. Ce poisson omnivore adopte une coloration bien plus vive pendant la saison de reproduction afin d'attirer un partenaire. Jusqu'à 3000 œufs sont pondus dans la période chaude de l'année : ils éclosent après 10 à 14 jours. 

## Description
Le corps de Hypseleotris compressa est étiré et mesure jusqu'à 12 cm en longueur standard,. Le mâle est légèrement plus grand que la femelle. Il ne dispose pas de ligne latérale ; les écailles sont cténoïdes.
La coloration varie mais la tête est généralement d'une teinte allant du jaune-ocre au brun-doré, elle peut cependant être d'un brun plus foncé. L'abdomen adopte souvent une teinte rouge-blanchâtre. Hors de la saison de reproduction, le mâle se distingue par les bandes de différentes couleurs qu'il arbore sur les nageoires anale et dorsale. La nageoire caudale est sombre, alors que les nageoires pectorales et pelviennes ne sont pas colorées. Lors de la saison de reproduction, les couleurs du mâle se vivifient de façon significative : la teinte générale tourne au rouge-orangé et semble parfois briller,.

## Répartition et habitat
La population de Hypseleotris compressa se concentre principalement au nord et à l'est de l'Australie, et au sud de la Papouasie-Nouvelle-Guinée,. Des spécimens ont également été répertoriés dans le détroit de Torrès, à Muralug et sur l'île Horn. 
L'espèce se rencontre habituellement dans des rivières d'eau douce ou dans des ruisseaux, mais aussi dans des eaux calmes. Le poisson habite plus souvent les portions basse des rivières mais se rencontre également en amont. Il se déplace parmi les plantes aquatiques et les branches, et se cache parfois entre les pierres pour se protéger,.

## Biologie
Le mâle utilise sa teinte pour attirer un partenaire sexuel : les membres de cette espèce sont capables de changer rapidement de coloration si cela est rendu nécessaire,.
Hypseleotris compressa est omnivore : il se nourrit de petits crustacés, d'insectes, de larves d'insectes, d'algues et de plantes aquatiques,.
L'acte reproducteur s'effectue généralement en eau douce et pendant la saison chaude ; la saison propice s'étend du printemps à l'automne. La femelle pond ensuite jusqu'à 3000 œufs couverts d'une couche adhésive. Ces minuscules œufs ne dépassant pas 0,32 mm se collent ainsi à différentes surfaces : des plantes, des rondins de bois, des rochers ou du sable. Puis le mâle féconde les œufs en déposant une ligne de sperme. Le mâle veille sur les œufs jusqu'à l'éclosion, qui survient après 10 à 14 jours. Les jeunes poissons descendent la rivière afin d'atteindre un estuaire où ils effectuent leur développement. Arrivé à maturité, le poisson retourne vivre en eau douce,.